# Filip Robota
Filip Jakub Robota (ur. 30 kwietnia 1841 w Gostomi, zm. 17 maja 1902 w Prudniku) – polski nauczyciel, publicysta, działacz oświatowy i społeczno-narodowy na Górnym Śląsku, propagator polskiego ruchu teatralnego i śpiewaczego.

## Życiorys

### Dzieciństwo i młodość
Filip Robota urodził się 30 kwietnia 1841 w Gostomi koło Białej Prudnickiej na Górnym Śląsku. Pochodził z chłopskiej rodziny. Był najmłodszym synem Macieja Roboty, właściciela niewielkiego gospodarstwa rolnego, znanego w okolicy ze swoich polskich przekonań, i jego żony Agnieszki z polskiej rodziny Kurspiot. Filip miał pięciu braci: Konstantego, Władysława, Hieronima, Antoniego i Jana. Władysław i Antoni zostali księżmi, Jan był sekretarzem i tłumaczem sądowym. Języka polskiego, a także polskich modlitw Filipa nauczyła matka. Od samego początku rodzice robili wszystko by Filip mógł się uczyć i został nauczycielem.
Najpierw Filip uczęszczał do znajdującej się w jego rodzinnej Gostomi dwuklasowej szkoły prowadzonej w języku niemieckim. Nauczył się gry na skrzypcach i fortepianie. Następnie trafił do tzw. preparandy (niem. Präparandie), szkoły przygotowującej do zawodu nauczyciela znajdującej się w Białej. Po jej ukończeniu w 1859 trafił do Królewsko-Katolickiego Seminarium Nauczycielskiego w Głogówku. W tej szkole dały się już odczuć skutki reformy radcy szkolnego Bernarda Bogedaina (obowiązywała w latach 1848–1863). Wprowadził on do szkół naukę literackiego języka polskiego. Polakom zapewniono dostęp do polskich podręczników (i polsko–niemieckich, szczególnie ważny był dwujęzyczny elementarz Onderskiego z 1845, wydany we Wrocławiu) i nauczycieli znających język polski. Robota, który znał język polski mówiony dzięki swojej matce, teraz mógł się go uczyć w pełnym zakresie, na co pozwalali mu i zachęcali tacy nauczyciele jak Józef Dorn, Jan Besta i Augustyn Cygan, a nawet dyrektor Juliusz Jüttner, wszyscy mówiący po polsku. Pod ich kierunkiem Filip zdobył gruntowne wykształcenie: pedagogiczne, dydaktyczne i metodyczne. W ówczesnej szkole dużą wagę przywiązywano do nauki grania i śpiewu. Nauczyciel był z młodzieżą obowiązkowo obecny w kościele na mszy i jeśli była taka potrzeba, grał i prowadził chór. W seminarium muzyki i śpiewu uczyli go Leopold Heinze, specjalista śpiewu kościelnego, oraz ksiądz Jan Hauschke, utalentowany muzycznie mistrz gry na organach. 28 sierpnia 1861 Filip Robota zdał w seminarium egzamin dojrzałości z wynikiem dobrym .

### Kariera pedagogiczna

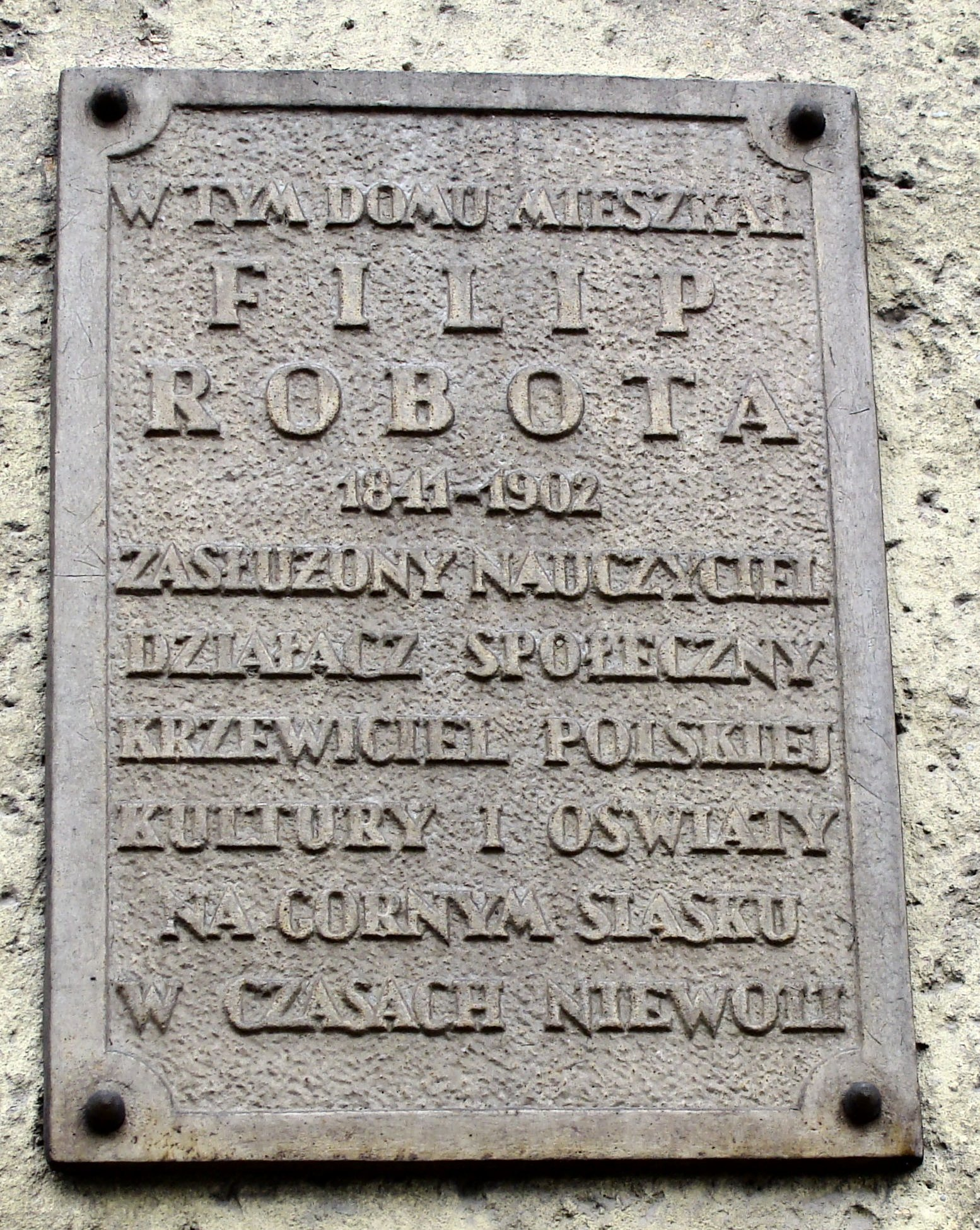
Tablica pamiątkowa z ul. Młyńskiej 8 w Prudniku

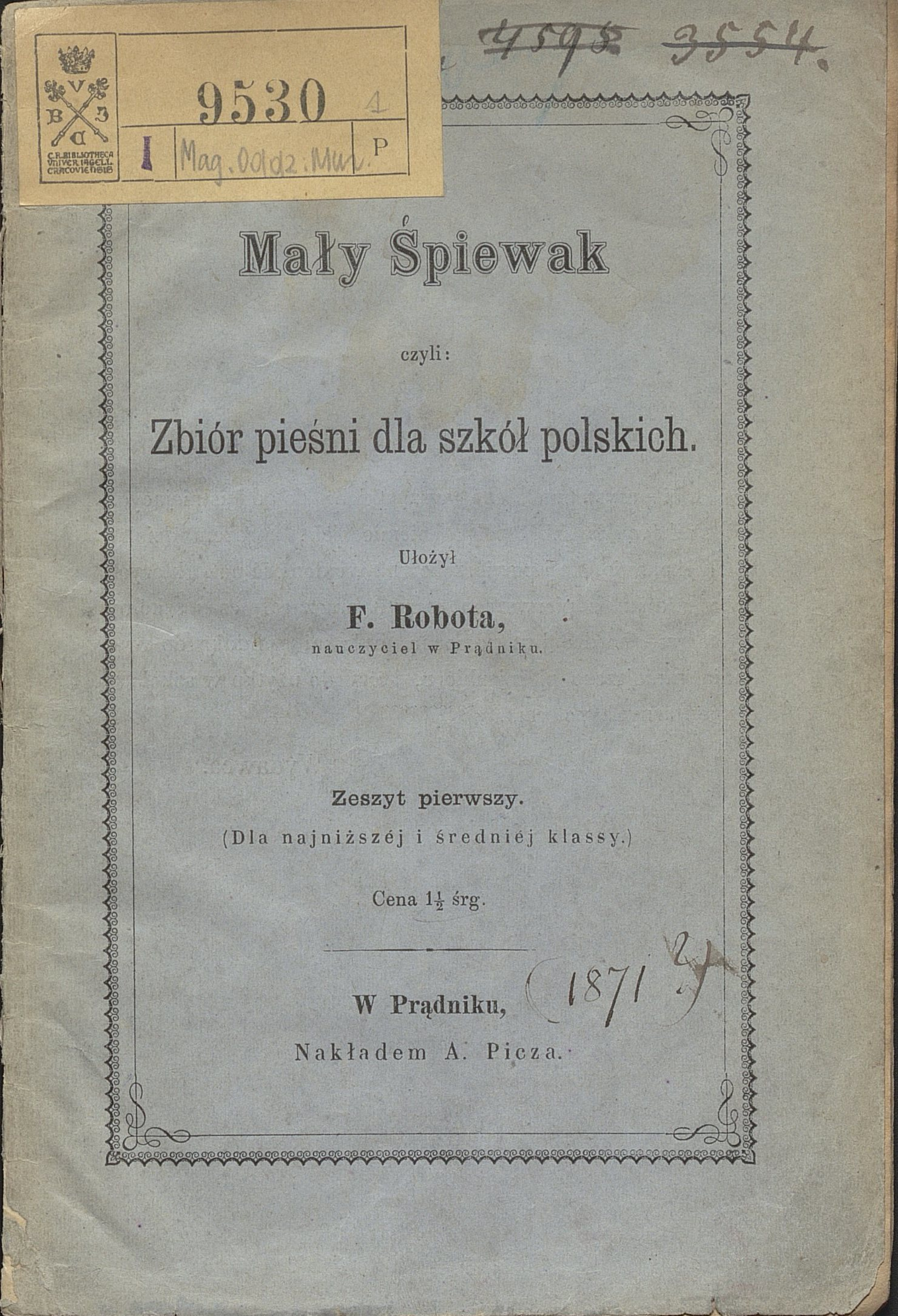
„Mały śpiewak, czyli zbiór pieśni dla szkół polskich”

Po egzaminie dojrzałości Robota kilka miesięcy przebywał w domu rodzinnym, a następnie jako adiuwant (czyli pomocnik, nauczyciel praktykant) objął posadę nauczycielską w Bełku koło Rybnika. Pracował tam 4 lata w trudnych warunkach. Miał jednoizbową szkołę ze zmurszałą i zapadającą się podłogą, bez podręczników, ilustracji i innych pomocy naukowych. Oficjalnie do nauki zobowiązanych było 150 dzieci, ale spora ich część nie chodziła na lekcje, na jesieni i wiosną z powodu robót w gospodarstwie, zimą zaś z powodu braku obuwia. Robota wiele czasu poświęcał nauce języka polskiego, co miało negatywny wpływ na wyniki nauczania języka niemieckiego. Dokumenty powizytacyjne z 1863 zarzucają mu „lekceważenie języka niemieckiego, który dzieci znają jedynie w sposób bierny”. Dalej wizytator pisał: „Nauczyciel podpowiada dzieciom wyrazy polskie, które to wyrazy dzieci tłumaczą na język niemiecki i stosują w zadaniach wyuczonych na pamięć” .
W roku 1865 Robotę przeniesiono do Hajduków Wielkich, obecnie Chorzów-Batory. Przez dwa następne lata pracował w trudnych warunkach materialnych, ale już w nowej i lepiej wyposażonej szkole. Stamtąd został przeniesiony do Bujakowa. Uczył tam najmłodsze dzieci, a przy okazji poznał hrabinę Schaffgotsch, sprawującą patronat nad szkołą. W szkole, wbrew pozorom mimo tak znaczącego patronatu, nie działo się dobrze. Klasy były przepełnione, ławki popsute, zaś czwarta część uczniów nie przychodziła do szkoły. Robota ponownie skupiał się na nauce języka polskiego poświęcając niemieckiemu mniej uwagi. Mimo to kolejna wizytacja wypadła pomyślnie. Wizytator w sprawozdaniu zauważył jego dobrą postawę moralną, pilność i zaangażowanie w pracy. Filip Robota wciąż był adiuwantem, nie dość, że dostawał tylko część pensji nauczyciela, to jeszcze jak wszyscy był uzależniony od dyrektora szkoły, u którego musiał mieszkać i stołować się, za co oddawał mu większość z otrzymywanej kwoty. Na dodatek ze swej kieszeni musiał też pokrywać koszty najmniej tygodniowych wizytacji inspektora oświaty. Wieczorami należało dbać o przyjazną i wesołą atmosferę. Robota wtedy z pasją grał różne muzyczne utwory. Wykonania spodobały się proboszczowi Bujakowa – księdzu Ludwikowi Edlerowi, który zaproponował mu posadę organisty w Kościanie w Prowincji Poznańskiej. W 1868 roku objął tam posadę nauczyciela i organisty. Otrzymywane teraz dwie pensje pozwoliły mu stać się niezależnym, ale szybko zauważył niedogodności wybranego miejsca – inni ludzie, inne środowisko i odległość od stron rodzinnych. Powrócił na Śląsk, gdy udało mu się dostać pracę w Starych Tarnowicach. Mieszkając w okolicy Bytomia miał możliwość kontaktów z silnym ośrodkiem polskiego ruchu narodowego i jego przywódcami .
Robota od 1869 roku czynnie uczestniczył w akcji uświadamiania narodowego ludu polskiego na Śląsku, wtedy też z tą myślą podjął pierwsze próby pisarskie. Jego pierwsze społeczno-pedagogiczne artykuły, opisujące i podkreślające wartość polskich, miejscowych obyczajów ludowych, potrzebę rozwijania i utrzymania języka, eliminacji z niego wtrętów niemieckich ukazały się w „Zwiastunie Górnośląskim” (1869). Pisał: „My Górnośląscy dozwalamy sobie naszą ojczystą mowę niemieckimi wyrazami zepsuć, jak gdybyśmy polskich nie mieli lub nie znali”. Starał się dotrzeć do wszystkich, dlatego swoje artykuły wysyłał do różnych gazet z językiem polskim ukazujących się na Śląsku, w Wielkim Księstwie Poznańskim oraz na Warmii i Mazurach. Nie stosował pseudonimu, swoje teksty podpisywał imieniem i nazwiskiem. Przekonanie o słuszności tego co robi i myśli dodawała mu odwagi. Już po roku przeniesiono go do Białej. Przez dwa kolejne lata uczył języka polskiego 235 dzieci z Białej, Szonowa, Wasiłowic, Józefowa .
Filip Robota usilnie starał się o pracę w Prudniku. Został przeniesiony do Prudnika w roku szkolnym 1871/1872. Tymczasem do rejencji opolskiej wpłynęło z Torunia doniesienie w związku z jego publikacjami w „Gazecie Toruńskiej”. Robota pisał tam, że na Śląsku, z powodu praktyk germanizacyjnych, Polacy z Białej i Prudnika posyłają swoje dzieci poza Śląsk, na byłe terytorium Królestwa Polskiego, po to aby w spokoju mogły uczyć się języka polskiego. Policja dopatrzyła się w tym antypruskiej działalności i żądała wyjaśnień. Rejencja opolska nadała sprawie bieg nakazując przeprowadzenie stosownego dochodzenia starostwu powiatu prudnickiego. Robota od razu potwierdził swoje autorstwo i śledztwo skończyło się na rozmowie .
11 maja 1871 Robota objął posadę w prudnickiej żeńskiej szkole elementarnej. Uczył także w tamtejszej szkole zawodowej, prowadząc ćwiczenia gimnastyczne oraz chór. Aktywnie działał też w organizacji nauczycielskiej, a przy różnych okazjach udzielał się jako muzyk. Jeszcze w Starych Tarnowicach przygotował modlitewnik – Skarby niebieskie (1870) oraz 4 chóralne antyfony na cześć Matki Bożej. Podarował je ojcom Paulinom z okazji 300–rocznicy powstania klasztoru i kościoła na Jasnej Górze w Częstochowie (1872). Wynikiem jego działalności muzycznej w Prudniku było wydanie 24 stronicowej książeczki pt. „Mały śpiewak, czyli zbiór pieśni dla szkół polskich” (Prudnik 1871). Robota doceniał rolę i znaczenie pieśni ludowych w rozbudzaniu uczuć narodowych dzieci i młodzieży. Wybrał i umieścił w Śpiewniku 25 pieśni, w tym 8 dwujęzycznych (od 1872 roku zabroniono lekcji w języku polskim, czyniąc wyjątek dla religii), kilka miejscowych piosenek ludowych oraz pieśni pozwalające poznać twórczość polskich poetów. Dwa utwory mają w twórczości Roboty wartość szczególną. Autorska przeróbka Wiosny zawiera aluzje do prowadzonego przez pruskie władze Kulturkampfu, natomiast całkowicie własnym utworem jest pięciozwrotkowa pieśń pt. „Szczepy Spokrewnione”, nawiązująca do panslawistycznej myśli czeskiej .

Od Bałtyku aż po Tatry

Czechy, Lechy wszak to braty

Lechy, Czechy i Kaszubi

Bracia, czym się lud ich chlubi.

### Działalność polityczna
W 1893 „Nowiny Raciborskie” wysunęły Robotę na kandydata do Koła Polskiego w pruskim parlamencie. 15 maja 1893 w Raciborzu przy szczelnie zapełnionej sali mógł przedstawić swój program wyborczy. Domagał się swobód obywatelskich, przywrócenia nauki języka polskiego we wszystkich szkołach, równych praw dla Polaków i Niemców. Stwierdził, iż „Rząd nie ma prawa do przymusowego germanizowania dziatwy polskiej”. Postulaty Roboty spotkały się z uznaniem w postaci hucznych oklasków. Niestety nie zapewniło to kandydatowi wygranej podczas głosowania. Przegrana zniechęciła go do polityki, lecz nie do propolskiej kulturalno-oświatowej działalności. W 1891, po 30 latach pracy pedagogicznej, przeszedł na emeryturę i więcej czasu poświęcał kontaktom rodzinnym. Zwłaszcza chętnie jeździł do Krakowa, gdzie osiadł jego brat Jan. Z Prudnika miał blisko do Gostomi i Wierzchu. Zwłaszcza tam, ale również w powiecie rybnickim organizował i uczestniczył w pracach polskich kółek śpiewaczych i teatralnych . Pomagał odbywającemu w 1892 roku w Prudniku służbę wojskową młodemu polskiemu poecie Jakubowi Kani ze Starych Siołkowic pogłębiając jego świadomość narodową i rozbudzając jego potrzeby kulturalne.

## Życie prywatne

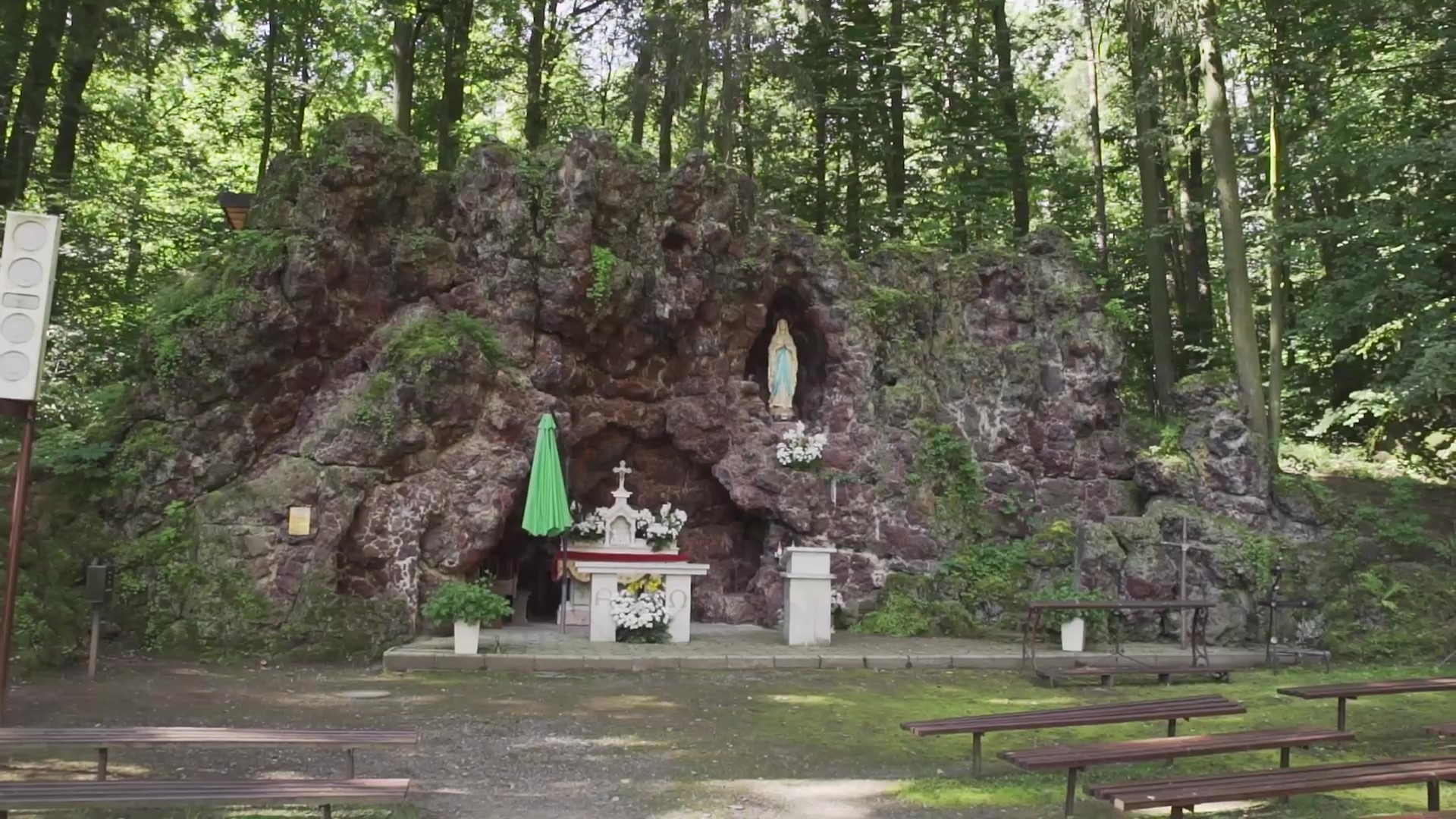
Grota lurdzka przy kościele św. Józefa w Prudniku

Dwukrotnie był żonaty i dwukrotnie owdowiał. Obie żony wywodziły się z zamieszkałej w Browińcu Polskim polskiej rodziny Sobotów, z której wywodził się m.in. Stanisław Sobota. Ponieważ dzieci nie było, pozostawiany majątek Filip Robota przeznaczył na budowę w Prudniku–Lesie, gdzie często grywał na organach w klasztorze franciszkanów, groty wzorowanej na grocie z Lourdes. W swym testamencie przedstawił, jak ma wyglądać fundowana przez niego grota, lecz ostatecznie grotę sześciometrowej wysokości zbudowano według projektu ojca Wincentego (Andrzeja) Bolczyka.

## Twórczość
W 1871 w Prudniku nakładem A. Picza została wydana 24-stronnicowa książka „Mały śpiewak, czyli zbiór pieśni dla szkół polskich” w opracowaniu Filipa Roboty. Zawierała górnośląskie pieśni ludowe, pieśni ogólnopolskie i pieśni autorstwa Roboty. Przed wydaniem „Małego śpiewaka”, Robota wydał książkę modlitewną w 1870 pt. „Skarby niebieskie”, która w 1896 doczekała się drugiego wydania. Wydał też książkę modlitewną „Święta Familija”, która została przetłumaczona na język niemiecki.

## Upamiętnienie

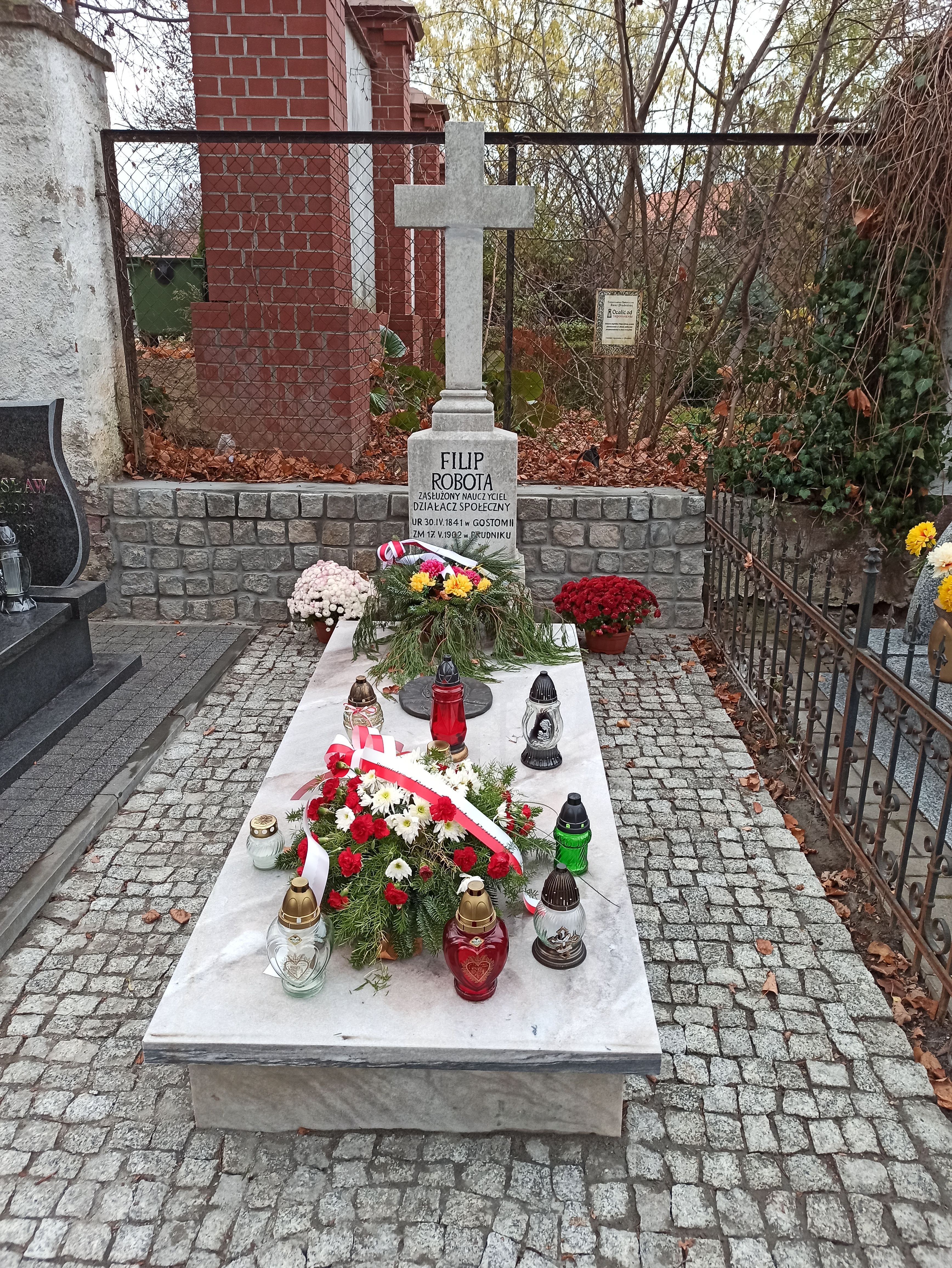
Grób Filipa Roboty na cmentarzu w Prudniku

Zmarłego nauczyciela i poetę pochowano na cmentarzu komunalnym w Prudniku. Opiekę nad jego grobem przez długi czas pełnili nauczyciele i młodzież z Zasadniczej Szkoły Zawodowej w Prudniku, której 12 stycznia 1976 nadano imię Filipa Roboty (szkołę zlikwidowano). Obecnie Filip Robota jest patronem II Liceum Profilowanego w Prudniku i Szkoły Podstawowej w Łączniku. Z okazji 700–lecia Prudnika (1960) na domu, w którym mieszkał (Młyńska 8), wmurowano tablicę pamiątkową. W Prudniku, na Kolonii Karola Miarki znajduje się upamiętniająca go ulica.
Robota jest jedną z osób wpisanych na tablicę na Głazie upamiętniającym nauczycieli walczących o polskość Ziemi Prudnickiej w Prudniku.